# 후지타 신이치
후지타 신이치(일본어: 藤田 慎一, 1973년 4월 10일 ~ )는 일본의 전 축구 선수이다.

## 구단 경력
과거 가와사키 프론탈레, 알비렉스 니가타, 방포레 고후에서 활동하였다.